# Carles Santamaria Martínez
Carles Santamaria Martínez (Barcelona, 1963) és un periodista, guionista i tècnic editorial català. És sobretot conegut per la seva llarga trajectòria com a director de Ficomic, del Saló Internacional del Còmic de Barcelona i del Saló del Manga, certamens que va dirigir en un total de 14 edicions.
El 2017 fou guardonat amb el Premi Nacional de Cultura per la seva llarga trajectòria i aportació al món del còmic.

## Biografia
Va dirigir el Saló del Còmic de Barcelona en les edicions de 1995 i 1996. Prèviament, la relació de Santamaría amb el Saló ja havia donat com a fruits exposicions com "Els periodistes en el còmic", organitzada pel Saló de 1989 o "El còmic als 80", l'exposició central del Saló de 1990, de les quals Santamaría en fou el comissari.
Treballà com a tècnic editorial d'Ediciones B, la qual sota la seva direcció va editar les revistes infantils Top Disney (1996-1999), Minnie Disney (1996-1999), Mega Top (1999-2005), Súper Mini (1999-2005) i Top Còmic Mortadelo (2002-present), a més dels Simpson Comics. Paral·lelament, també va escriure historietes com Cohibas Connection (2001) amb dibuixos de Bartolomé Seguí.
A partir del 2005, tornà a assumir la direcció del Saló del Còmic de Barcelona, càrrec que va exercir al llarg de 12 anys seguits. Aquesta activitat la va compaginar exercint puntualment de guionista i comissari d'exposicions de còmics. Per exemple el 2005 va comissariar l'exposició "La factoria d'humor Bruguera", pel Centre de Cultura Contemporània de Barcelona, i el 2010 l'exposició itinerant "Los héroes del cómic europeo", en col·laboració amb el Ministeri de Cultura.
Després d'haver llegit Victus, Santamaría va impulsar l'adaptació de la novel·la d'Albert Sánchez Piñol al còmic. Inicialment, estava previst que al projecte s'hi sumés el dibuixant Josep Maria Beroy i els primers esbossos fins i tot es van mostrar a l'exposició sobre la guerra del Saló Internacional del Còmic de Barcelona de 2014. No obstant, l'adaptació final de Victus al còmic va comptar amb Cesc F. Dalmases com a dibuixant i Marc Sintes com a colorista, amb el guió elaborat pel mateix Santamaría. La primera part del còmic, titulada Veni, es va presentar a la diada de Sant Jordi de 2016 al Museu d'Història de Catalunya, amb la presència d'Albert Sánchez Piñol. L'editorial Norma, que es va fer càrrec de la versió en català de l'edició, en va fer una tirada de 10.000 exemplars. La segona part, Vidi, es va publicar el 2017 i la sèrie va quedar completada amb la publicació del tercer volum, Victus, el 2019.
El 2017, Santamaría va anunciar que abandonava definitivament la direcció dels Salons del Còmic i del Manga per motius de salut. Fou rellevat en el càrrec per Meritxell Puig, que havia sigut nomenada directora general de Ficomic uns mesos abans.
Després de la seva renúncia, el Consell Nacional de la Cultura i de les Arts (CoNCA) va anunciar la proclamació Santamaría com a guanyador del Premi Nacional de Cultura per la seva contribució com a divulgador, creador i gestor cultural en el món del còmic. El premi li fou lliurat en una cerimònia a Rubí el 14 de juny.

## Exposicions (selecció)
- Els periodistes en el còmic. Exposició del Saló Internacional del Còmic de Barcelona de 1989, comissariada juntament amb Jaume Vidal.[11]

- Els anys vuitanta en el còmic. Exposició inaugurada al Saló Internacional del Còmic de Barcelona de 1990. L'exposició pretenia ser un testimoni dels principals esdeveniments dels anys 1980, mostrats a partir d'il·lustracions de còmic.[12]

- Factoria d'Humor Bruguera (del 21 gener al 10 d'abril de 2005). Lloc: Centre de Cultura Contemporània de Barcelona. Exposició comissariada juntament amb Jaume Vidal. Posteriorment, l'exposició també fou presentada a la Fundació Sa Nostra de Palma (del 5 maig al 29 de juliol de 2005), a l'Espacio Cultural Mira de Pozuelo de Madrid (entre octubre i novembre de 2005) i al Centro Cultural Montehermoso de Vitoria-Gasteiz (entre desembre i gener del 2006).

## Publicacions
- Vidal, Jaume; Santamaría, Carles. Els periodistes en el còmic.  Ajuntament de Barcelona, 1989.
- Vidal, Jaume; Santamaría, Carles; Diversos autors. Els anys 80 en el còmic.  Ficomic, 1990.
- Vidal, Jaume; Santamaría, Carles. Factoria d'humor Bruguera.  Diputació de Barcelona/CCCB, 2005, p. 32. ISBN 978-8-498-03027-3.

### Còmics (guionista)
- Santamaría, Carles; Seguí, Tomeu. Cohibas Connection (en castellà).  Edicions de Ponent, 2001, p. 60. ISBN 978-8489929210.
- Santamaría, Carles; Fullana Dalmases, Francesc. Victus 1. Veni. 1.  Norma, 2016, p. 56. ISBN 978-8467923094.
- Santamaría, Carles; Fullana Dalmases, Francesc. Victus 2. Vidi. 2.  Norma, 2017, p. 52. ISBN 978-8467929041.
- Santamaría, Carles; Fullana Dalmases, Francesc. Victus 3. Victus. 3.  Norma, 2019, p. 56. ISBN 978-8467939545.